# Éditions Féret
Féret est une maison d'édition créée en 1812 à Bordeaux par Jean-Baptiste Féret. Il s'agit de l'une des plus anciennes maisons d'édition française toujours en exercice (seules les Éditions Belin de 1777 seraient plus anciennes). L'ouvrage le plus connu reste le guide Bordeaux et ses vins, autrement appelé Le Féret ou Le Guide Féret.

## Historique
Jean-Baptiste Féret, son fondateur, est un jeune commis-représentant, originaire de Servigny en Normandie. On sait peu de choses sur cet homme si ce n'est qu'il s'installe à Bordeaux dans les années 1810. Il fonde la Librairie en 1812 et en 1814 il reçoit la patente d'éditeur. Il édite cette année là le premier titre de la société : une histoire de l'Espagne. La société devient Féret et fils en 1841. La librairie fut pendant longtemps une référence à Bordeaux. Située dans un bâtiment emblématique de Bordeaux dans la rue de Grassi, la librairie a marqué plusieurs générations de bordelais dont François Mauriac qui en parlera dans l'un de ses livres.
Du fait de son implantation bordelaise, la maison Féret publie de nombreux ouvrages sur le vin et la région bordelaise. En 1850, la publication en français par la maison Féret de l'ouvrage de Charles Cocks conduira à l’établissement du plus anciens guide de vin encore publié, il s'agit du Bordeaux et ses vins, autrement appelé le Guide Féret. Il reste dans l'histoire comme l'un des contributeurs importants de la renommée du classement des vins de 1855 et du succès des vins de Bordeaux à l'export[réf. nécessaire]. Véritable réussite commerciale autant que succès d'édition, ce titre est régulièrement mis à jour et publié par la même maison d'édition avec l'aide des professionnels du vin.
En 1983, la librairie ferme ses portes mais la maison d'édition continue la publication du Guide Féret, de nouvelles collections sont créées. La maison d'édition se spécialise dans l'édition viticole.
L'entreprise demeurera strictement familiale jusqu'en 1992 date à laquelle le dernier représentant de la famille Féret cède ses parts. La société change alors de main plusieurs fois.
À la fin des années 2010, les éditions Féret entament leur virage numérique tout en perpétuant l'activité historique dans le respect des valeurs de la plus ancienne maison d'édition indépendante de France. 
En 2023, l'entreprise lance sa plateforme numérique « Bordeaux et ses vins ». 

### Direction[9]
- 1812 : Jean-Baptiste Féret
- 1841 : Michel-Édouard Féret
- 1868 : Édouard Féret
- 1915 : Charles Féret
- 1953 : Claude Féret
- 1992 : Marc-Henri Lemay
- 2002 : Bruno Boidron
- 2019 : Stéphane Zittoun

### Emplacements de la librairie
En tant que libraire, la société Féret a eu plusieurs emplacements successifs au cours de son histoire :
- 1812 : Place de la bourse
- 1818 : 3 cours du Chapeau-Rouge
- 1822 : 7 allées de Tourny
- 1841 : 2 place Saint-Rémy
- 1845 : 15 des fossés de l'intendance (aujourd'hui « cours de l'intendance »)
- 1912 : 9 rue de Grassi (fermeture définitive en 1983)
- 2016 : 50 cours du Chapeau Rouge (réouverture sous le nom : Librairie de la Comédie-Féret)

## Publications

### Collections
Avec une vingtaine de titres publiés par an depuis 200 ans, le fond est particulièrement riche. Il est divisé en plusieurs collections ou thématiques :
- L'ampélologue
- Beaux livres du vin
- Guides de vin
- Histoire du vin
- Découverte de la vigne et du vin
- Des régions et des vins
- Evasion et diversion
- Livres gourmands
- Stratégie et société
- Manuels de la vigne et du vin
- Petits dictionnaires absurdes (Directeur : Jean-Pierre Gauffre)
- Précis de la vigne et du vin (Directeur : Olivier Antoine Geny)
- Témoignage et Romans
- Université

### Auteurs publiés (sélection)
- Jean-Pierre Xiradakis
- Jean-Pierre Gauffre
- Antoine Lebègue
- Charles Cocks
- Honoré Sclafer
- Jean-Charles Chapuzet
- Pierre-Marie Chauvin
- Léo Drouyn
- Louis Pasteur
- Henri de La Ville de Mirmont
- Henri Gradis
- Emilien Piganeau
- Edmond Bonnaffé
- Alcide Bontou
- Georges Cirot
- Charles Higounet
- Camille Jullian